# Pierfrancesco Gamba
Pierfrancesco Emilio Romano Gamba (Milano, 21 aprile 1962) è un politico italiano.

## Biografia
Laureato in Giurisprudenza, è stato professore di diritto ed economia al IPSSAR "Carlo Porta" di Milano, svolgendo parallelamente la professione di avvocato.
Nel 2001 è eletto alla Camera dei deputati per Alleanza Nazionale.
Nel 2003 è eletto presidente della federazione di Milano Città di Alleanza Nazionale.
Nel 2006 è rieletto alla Camera dei deputati. È membro della Giunta delle Elezioni, del Comitato per la legislazione e della IV Commissione (Difesa).
Nel 2008 è eletto al Senato della Repubblica.